# Márton Anna
Márton Anna Orsolya (Budapest, 1995. március 31. –) világbajnok magyar kardvívó.

## Sportpályafutása
2010-ben a kadett Európa-bajnokságon bronzérmes volt egyéniben, aranyérmes csapatban (Várhelyi Kata, Katona Renáta, Hammer Claudia). A kadett világbajnokságon is harmadik lett. Ezzel az eredményével kvalifikálta magát az ifjúsági olimpiára, de azon nem vehetett részt, mert nem érte el az alsó korhatárt. Ugyanebben az évben a junior Európa-bajnokságon is harmadik helyezést ért el egyéniben. Csapatban (Várhelyi, Gárdos Judit, László Luca) ezüstérmes volt. 2011-ben a kadett Európa-bajnokságon második helyezést ért el egyéniben és csapatban (László, Katona, Drajkó Lili) is. A junior világbajnokságon a dobogó harmadik fokára állhatott. Csapatban (Várhelyi Anna, Várhelyi K., László) ötödik lett. A felnőtt Európa-bajnokságon egyéniben 39., csapatban (Benkó Réka, Várhelyi A., Garam Nóra) kilencedik helyezést szerzett. A világbajnokságon nem jutott túl a selejtezőn. Csapatban (Benkó, Várhelyi K., Damu Dóra) hatodik volt. 2012-ben egyéni kadett Európa-bajnokságot nyert. Csapatban (Mihalik Nóra, Kelecsényi Mira, Sétáló Mirella) bronzérmet szerzett. A junior Eb-n szintén első lett. A kadett világbajnokságon második volt. A junior vb-n kilencedik lett. Csapatban (Várhelyi K., Katona, László) ötödik helyezést ért el. A felnőtt csapat világbajnokságon (Várhelyi K., Garam Nóra, Mikulik Júlia) kilencedikként végzett. Az Európa-bajnokságon egyéniben 24., csapatban (Benkó, Várhelyi K., Várhelyi A.) hetedik lett.
2013-ban junior Európa-bajnoki ezüstérmes, csapatban (Várhelyi K., László, Kelecsényi Léna) aranyérmes volt. A felnőtt Európa-bajnokságon egyéniben hatodik, csapatban (Benkó, Várhelyi A., Varga Dóra) nyolcadik helyezést szerzett. A világbajnokságon egyéniben huszadik, csapatban (Benkó, Várhelyi A., Varga) tizedik volt. A következő évben a junior Eb-n egyéniben első, csapatban (László, Papp Borbála, Záhonyi Petra) második helyen végzett. A junior vb-n egyéniben aranyérmes lett. A felnőtt Európa-bajnokságon egyéniben 24., csapatban (Várhelyi K., Várhelyi A., Garam) negyedik helyen végzett. A világbajnokságon egyéniben a 13., csapatban (Várhelyi K., Várhelyi A., Garam) kilencedik helyen zárt. 2015-ben a junior Eb-n megvédte egyéni címét. Csapatban (Mihalik, Papp Borbála, Záhonyi Petra) negyedik lett. A junior vb-n tizedik helyezést ért el. Csapatban (Kelecsényi Mirabella, Papp, Záhonyi) harmadik lett. A felnőtt Európa-bajnokságon egyéniben 30., csapatban (Várhelyi A., Garam, Mikulik) hetedik helyezést szerzett. A felnőtt világbajnokságon egyéniben bronzérmes, csapatban (Várhelyi A., Garam, Mikulik) tizedik lett. A 2016-os Európa-bajnokságon egyéniben a második, csapatban (Garam, László, Záhonyi) a hatodik helyen végzett. A 2016-os riói olimpián nem jutott a legjobb 8 közé, miután a második fordulóban kikapott  a francia Manon Brunet-tól és kiesett.
A 2017-es Európa-bajnokságon egyéniben 11, csapatban negyedik volt. A világbajnokságon a 32-ig jutott. A Tajvanban rendezett Universiadén kard egyéniben aranyérmet nyert. 2017-ben világranglista vezető volt.
2018-as szöuli és moszkvai Grand Prix-n is ezüstérmet szerzett.
A 2019-es düsseldorfi Európa-bajnokságon kard egyéniben bronzérmes, míg a csapat tagjaként ezüstérmes lett. A Budapesten rendezett világbajnokságon egyéniben hetedik lett.
2020 decemberében az országos bajnokságon a bal lábában az elülső keresztszalag elszakadt. Műtét esetén a felépülés nyolc hónapot vett volna igénybe. Az olimpiai részvétel miatt nem vállalta a beavatkozást. 2021 elejétől a BVSC sportolója lett. A 2021 nyarán megtartott tokiói olimpián egyéniben a 2. fordulóban vívta első asszóját. Az argentin Pérez Maurice ellen úgy jutott tovább, hogy térdsérülés miatt ápolni kellett. A további küzdelmeket fájdalomcsillapítóval vállalta. A nyolcaddöntőben a dél-koreai Csoj Szo-dzseon ellen 15–12-re, a negyeddöntőben az üzbég Zaynab Dayibekova 15–12-re nyert és bejutott az elődöntőbe. Ott kikapott az orosz Szofja Velikajától, ahogy a bronzmérkőzést is elvesztette a francia  Manon Brunet ellen, így a negyedik helyen zárta az ötkarikás játékokat. A csapatversenyben a 8. helyen zárt a magyar kardválogatott (Katona, Pusztai, Battai Sugár Katinka). Szeptemberben Stuttgartban megműtötték a lábát. 2020 januárjában bejelentette, hogy gyermeket vár. 2023 januárjában tért vissza a pástra, a tuniszi Grand Prix-n. A 2023-as milánói világbajnokságon a Battai Sugár Katinka, Márton Anna, Szűcs Luca, Pusztai Liza összeállítású kardcsapat megvédte előző évben szerzett világbajnoki címét, a döntőben ezúttal is a franciákat legyőzve (45:38). Augusztusban csontpotló műtétje volt, októberben pedig szalagpotló műtétje. Fél éves kihagyást követően állt pásthoz a 2024-es párizsi olimpián, ahol egyéniben három asszót is nyerve a negyeddöntőben maradt alul a későbbi bronzérmes, egyéniben négyszeres világbajnok ukrán Olha Harlan ellen (15-7). A csapatversenyben a magyar csapat (Pusztai, Battai, Szűcs Luca) tagjaként a 6. helyen végzett.
2024 novemberében bejelentette, hogy közelgő térd- és válloperációja miatt várhatóan egy évig nem indul versenyen.

## Díjai, elismerései
- az év utánpótláskorú sportolója választás (Héraklész): második (2012, 2013, 2015)
- Az év magyar vívója (2015, 2017,[72] 2019,[73] 2021[74])
- Zugló díszpolgára (2023)[75]